# Китайський Тайбей на зимових Олімпійських іграх 1988
Тайвань на зимових Олімпійських іграх 1988 року у Калгарі представляли 13 спортсменів (11 чоловіків і 2 жінки) в чотирьох видах спорту — бобслей, гірськолижний спорт, фігурне катання і санний спорт. Прапороносцем на церемонії відкриття Олімпіади був бобслеїст Чжень Чжіньсань. Тайванські спортсмени не здобули жодної медалі.

## Спортсмени
| Вид спорту          | Чоловіки | Жінки | Всього |
| ------------------- | -------- | ----- | ------ |
| Бобслей             | 5        | 0     | 5      |
| Гірськолижний спорт | 4        | 0     | 4      |
| Санний спорт        | 1        | 1     | 2      |
| Фігурне катання     | 1        | 1     | 2      |
| Всього              | 11       | 2     | 13     |

## Бобслей
| След  | Спортсмени                                                | Дисципліна         | Спуск 1 | Спуск 1 | Спуск 2 | Спуск 2 | Спуск 3 | Спуск 3 | Спуск 4 | Спуск 4 | Разом   | Разом |
| След  | Спортсмени                                                | Дисципліна         | Час     | Місце   | Час     | Місце   | Час     | Місце   | Час     | Місце   | Час     | Місце |
| ----- | --------------------------------------------------------- | ------------------ | ------- | ------- | ------- | ------- | ------- | ------- | ------- | ------- | ------- | ----- |
| TPE-1 | Чжень Чжіньсань Лі Чженьтань                              | двійки, чоловіки   | 57.83   | 8       | 1:00.22 | 19      | 1:00.99 | 17      | 1:00.07 | 18      | 3:59.11 | 15    |
| TPE-2 | Сунь Кванмін Чжень Чжіньсень                              | двійки, чоловіки   | 59.25   | 27      | 1:01.54 | 35      | 1:02.26 | 34      | 1:02.01 | 35      | 4:05.06 | 33    |
| TPE-1 | Чжень Чжіньсань Чжень Чжіньсень Лі Чженьтань Ван Цзяогуеї | четвірки, чоловіки | 57.03   | 10      | 58.94   | 23      | 57.98   | 23      | 58.80   | 23      | 3:52.75 | 22    |

## Гірськолижний спорт
| Спортсмен     | Дисципліна                   | Спуск 1           | Спуск 2 | Разом             | Разом |
| Спортсмен     | Дисципліна                   | Час               | Час     | Час               | Місце |
| ------------- | ---------------------------- | ----------------- | ------- | ----------------- | ----- |
| Тан Вейцю     | супергігант, чоловіки        |                   |         | дискваліфікований | –     |
| Лінь Чжилян   | супергігант, чоловіки        |                   |         | 2:30.81           | 57    |
| Он Чжинмін    | супергігант, чоловіки        |                   |         | 2:17.22           | 55    |
| Куо Кулхва    | гігантський слалом, чоловіки | дискваліфікований | –       | дискваліфікований | –     |
| Он Чжинмін    | гігантський слалом, чоловіки | дискваліфікований | –       | дискваліфікований | –     |
| Лінь Чжилян   | гігантський слалом, чоловіки | дискваліфікований | –       | дискваліфікований | –     |
| Чжень Тонцзон | гігантський слалом, чоловіки | дискваліфікований | –       | дискваліфікований | –     |
| Тан Вейцю     | слалом, чоловіки             | дискваліфікований | –       | дискваліфікований | –     |
| Он Чжинмін    | слалом, чоловіки             | DNF               | –       | DNF               | –     |
| Чжень Тонцзон | слалом, чоловіки             | 1:33.57           | 1:17.53 | 2:51.10           | 48    |

## Санний спорт
| Дисципліна          | Спортсмен    | 1 заїзд   | 1 заїзд | 2 заїзд   | 2 заїзд | 3 заїзд   | 3 заїзд | 4 заїзд   | 4 заїзд | Загальний результат | Загальне місце |
| Дисципліна          | Спортсмен    | Результат | Місце   | Результат | Місце   | Результат | Місце   | Результат | Місце   | Загальний результат | Загальне місце |
| ------------------- | ------------ | --------- | ------- | --------- | ------- | --------- | ------- | --------- | ------- | ------------------- | -------------- |
| одномісні, чоловіки | Сунь Кванмін | 49.601    | 33      | 51.584    | 35      | 48.986    | 30      | 51.429    | 34      | 3:21.600            | 32             |
| одномісні, жінки    | Тен Пігуй    | 48.282    | 21      | 48.431    | 21      | 49.610    | 24      | 50.804    | 24      | 3:17.127            | 24             |

## Фігурне катання
| Дисципліна                   | Спортсмен  | SP | FS | TFP | Місце |   |
| ---------------------------- | ---------- | -- | -- | --- | ----- | - |
| одиночні змагання (чоловіки) | Девід Лю   | 25 | 23 | DNQ | DNF   | – |
| одиночні змагання (жінки)    | Павліна Лі | 29 | 29 | DNQ | DNF   | – |